# David Hartford
David Hartford,   (Ontonian, 11 gennaio 1873 – Hollywood, 30 ottobre 1932), è stato un regista, attore e produttore cinematografico statunitense.

## Filmografia

### Regista
- A Woman of the West - cortometraggio (1913)
- The Gambler's Oath - cortometraggio (1914)
- The Deadline - cortometraggio (1914)
- The Dead End - cortometraggio (1914)
- Unjustly Accused - cortometraggio (1914)
- Civilization - non accreditato (1915)
- Roaring Camp (1916)
- Inside the Lines (1918)
- The Man of Bronze (1918)
- Il ritorno al paradiso terrestre (Back to God's Country) (1919)
- It Happened in Paris (1919)
- Nomads of the North (1920)
- The Golden Snare (1921)
- The Rapids (1922)
- Blue Water (1924)
- Then Came the Woman (1926)
- Jack O'Hearts (1926)
- The Man in the Shadow (1926)
- God's Great Wilderness (1927)

### Attore
- Captain Kidd, regia di Otis Turner - cortometraggio (1913)
- Under the Black Flag, regia di Otis Turner - cortometraggio (1913)
- The Buccaneers, regia di Otis Turner - cortometraggio (1913)
- The Gambler's Oath, regia di David Hartford - cortometraggio (1914)
- The Deadline, regia di David Hartford - cortometraggio (1914)
- The Dead End, regia di David Hartford - cortometraggio (1914)
- Unjustly Accused, regia di David Hartford - cortometraggio (1914)
- Tess of the Storm Country, regia di Edwin S. Porter (1914)
- The Voice at the Telephone, regia di Charles Giblyn (1914)
- The Sin Ye Do, regia di Walter Edwards (1916)
- The Bride of Hate, regia di Walter Edwards (1917)
- Passato sanguigno (Blood Will Tell), regia di Charles Miller (1917)
- Madam Who, regia di Reginald Barker (1918)
- The Turn of a Card, regia di Oscar Apfel (1918)
- Rose o' Paradise, regia di James Young (1918)
- Inside the Lines, regia di David Hartford (1918)
- Dame Chance, regia di Bertram Bracken (1926)
- La traccia bianca (Rough Romance), regia di A.F. Erickson e, non accreditato, Benjamin Stoloff (1930)
- Over the Hill, regia di Henry King (1931)

### Produttore
- Civilization, regia di Reginald Barker, Thomas H. Ince e Raymond B. West - assistente (1915)
- The Golden Snare, regia di David Hartford (1921)
- Then Came the Woman, regia di David Hartford (1926)
- Jack O'Hearts, regia di David Hartford (1926)
- Dame Chance, regia di Bertram Bracken (1926)
- The Man in the Shadow, regia di David Hartford - supervisore (1926)
- God's Great Wilderness, regia di David Hartford (1927)
- Rose of the Bowery, regia di Bertram Bracken (1927)